# Pima County
Das Pima County befindet sich im Süden des US-Bundesstaates Arizona. Der Verwaltungssitz (County Seat) ist Tucson.
Das County wird vom Office of Management and Budget zu statistischen Zwecken als Tucson, AZ Metropolitan Statistical Area geführt.

## Geschichte
Das Pima County, eines der vier ersten Countys in Arizona, wurde im Jahr 1864 gegründet und nach den Pima-Indianern, die hier leben, benannt. Das Pima County wurde auf dem vom Gadsden-Kauf erworbenen Land 1853 gegründet. Ursprünglich umfasste das County den Teil Arizonas östlich von 113°20' westlicher Länge und südlich des Gila Rivers, im Süden begrenzt durch die Grenze zu Sonora, Mexiko, und im Osten durch diejenige zu New Mexico. Bald danach entstanden die Countys Cochise, Graham und Santa Cruz und das Pima County wurde kleiner.

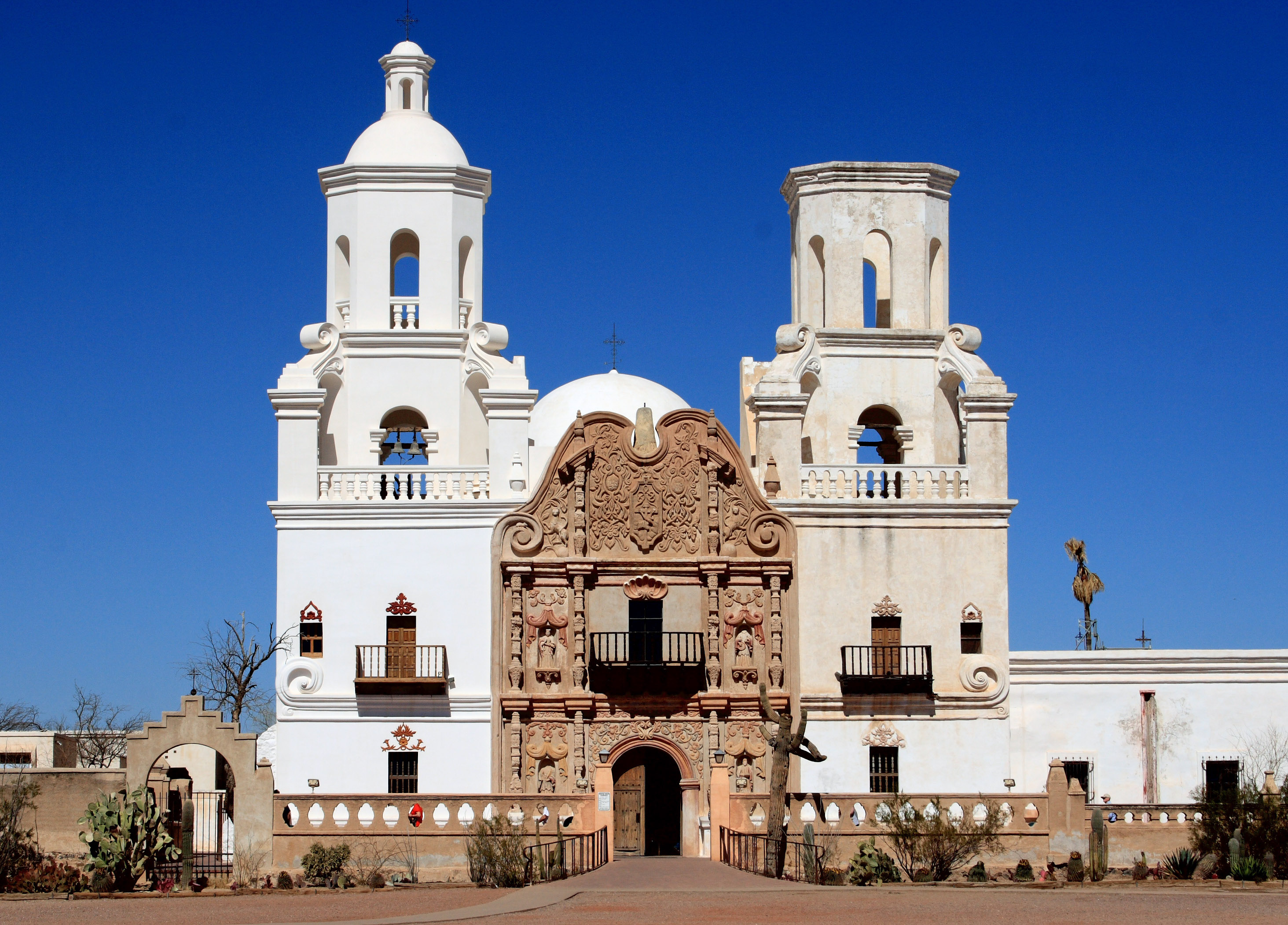
Die Mission San Xavier del Bac ist seit Oktober 1960 als National Historic Landmark anerkannt.

199 Bauwerke, Stätten und historische Bezirke (Historic Districts) des Countys sind im National Register of Historic Places („Nationales Verzeichnis historischer Orte“; NRHP) eingetragen (Stand 4. Februar 2022), darunter haben die Air Force Facility Missile Site 8, das Desert Laboratory, die Mission San Xavier del Bac und die Ventana Cave den  Status von National Historic Landmarks („Nationale historische Wahrzeichen“).

## Demografische Daten

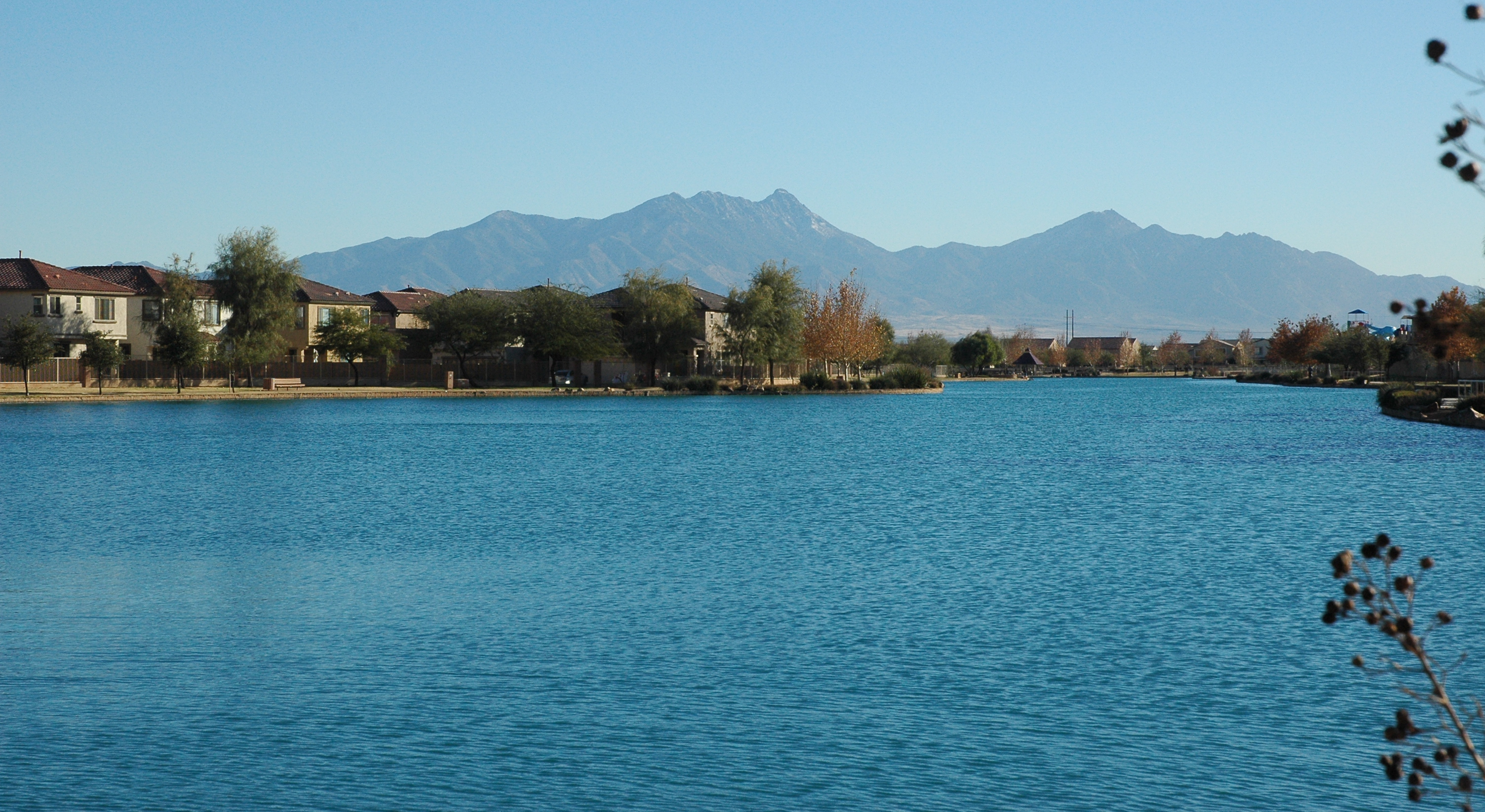
Der Sahuarita Lake

Nach der Volkszählung im Jahr 2000 lebten im Pima County 843.746 Menschen. Es gab 332.350 Haushalte und 212.039 Familien. Die Bevölkerungsdichte betrug 35 Einwohner pro Quadratkilometer. Ethnisch betrachtet setzte sich die Bevölkerung aus 75,07 Prozent Weißen, 3,03 Prozent Afroamerikanern, 3,22 Prozent amerikanischen Ureinwohnern, 2,04 Prozent Asiaten, 0,13 Prozent Bewohnern aus dem pazifischen Inselraum und 13,30 Prozent aus anderen ethnischen Gruppen zusammen; 3,21 Prozent stammten von zwei oder mehr Ethnien ab. 29,34 Prozent der Bevölkerung waren spanischer oder lateinamerikanischer Abstammung.
Von den 332.350 Haushalten hatten 29,2 Prozent Kinder und Jugendliche unter 18 Jahren, die bei ihnen lebten. 47,7 Prozent waren verheiratete, zusammenlebende Paare, 11,8 Prozent waren allein erziehende Mütter, 36,2 Prozent waren keine Familien. 28,5 waren Singlehaushalte und in 9,4 Prozent lebten Menschen im Alter von 65 Jahren oder darüber. Die Durchschnittshaushaltsgröße betrug 2,47 und die durchschnittliche Familiengröße lag bei 3,06 Personen.
Auf das gesamte County bezogen setzte sich die Bevölkerung zusammen aus 24,6 Prozent Einwohnern unter 18 Jahren, 10,9 Prozent zwischen 18 und 24 Jahren, 28,4 Prozent zwischen 25 und 44 Jahren, 21,9 Prozent zwischen 45 und 64 Jahren und 14,2 Prozent waren 65 Jahre alt oder darüber. Das Durchschnittsalter betrug 36 Jahre. Auf 100 weibliche Personen kamen 95,7 männliche Personen, auf 100 Frauen im Alter ab 18 Jahren kamen statistisch 92,7 Männer.
Das jährliche Durchschnittseinkommen eines Haushalts betrug 36.758 USD, das Durchschnittseinkommen der Familien betrug 44.446 USD. Männer hatten ein Durchschnittseinkommen von 32.156 USD, Frauen 24.959 USD. Das Prokopfeinkommen betrug 19.785 USD. 14,7 Prozent der Bevölkerung und 10,5 Prozent der Familien lebten unterhalb der Armutsgrenze. 19,4 Prozent davon sind unter 18 Jahre und 8,2 Prozent sind 65 Jahre oder älter.

## Orte im Pima County
Im Pima County liegen fünf Gemeinden, davon zwei Cities und drei Towns. Zu Statistikzwecken führt das U.S. Census Bureau 49 Census-designated places, die dem County unterstellt sind und keine Selbstverwaltung besitzen. Diese sind wie die Unincorporated Communities gemeindefreies Gebiet.
| Cities - South Tucson - Tucson | Towns - Marana 1 - Oro Valley - Sahuarita |

Census-designated places
| - Ajo - Ak Chin - Ali Chuk - Ali Chukson - Ali Molina - Anegam - Arivaca - Arivaca Junction - Avra Valley - Casas Adobes - Catalina - Catalina Foothills - Chiawuli Tak | - Charco - Comobabi - Corona de Tucson - Cowlic - Drexel Heights - Elephant Head - Flowing Wells - Green Valley - Gu Oidak - Haivana Nakya - Ko Vaya - Littletown - Maish Vaya | - Nelson - Nolic - Picture Rocks - Pimaco Two - Pisinemo - Rillito - Rincon Valley - San Miguel - Santa Rosa - Sells - South Komelik - Summerhaven - Summit | - Tanque Verde - Three Points - Topawa - Tucson Estates - Vail - Valencia West - Ventana - Wahak Hotrontk - Why - Willow Canyon |

andere Unincorporated Communities
| - Drexel-Alvernon - East Sahuarita - Kentucky Camp - Lukeville | - Piato Vaya - Sasabe - Tortolita |

Geisterstädte
| - Allen - Arivaca - Azurite - Brownell - Cerro Colorado - Clarkston | - Continental - Greaterville - Gunsight - Helvetia - Las Guijas - Mineral Hill | - Olive - Quijotoa - Pantano Station - Redington - Rosemont - Silverbell | - Total Wreck - Twin Buttes - Weldon |

## Reservate und Parks
| - Der Saguaro-Nationalpark - Das Organ Pipe Cactus National Monument - Die Tohono O'odham Nation Reservation - Das Ironwood Forest National Monument - Der Catalina State Park | - Das Buenos Aires National Wildlife Refuge - Teile des Cabeza Prieta National Wildlife Refuge - Teile des Coronado National Forest - Teile des Ironwood Forest National Monuments - Teile der Las Cienegas National Conservation Area |